# Dorothée Sebbagh
Pour l’article ayant un titre homophone, voir Sebag.
 (avril 2017).
Si vous disposez d'ouvrages ou d'articles de référence ou si vous connaissez des sites web de qualité traitant du thème abordé ici, merci de compléter l'article en donnant les références utiles à sa vérifiabilité et en les liant à la section « Notes et références ».
Dorothée Sebbagh, née le 5 septembre 1971 à Lille, est une réalisatrice, scénariste et enseignante de cinéma française.

## Biographie
Dorothée Sebbagh étudie d'abord les lettres et le cinéma à l'université Lumière-Lyon-II puis à Paris III Sorbonne Nouvelle. Elle intègre ensuite La Femis (ENSMIS) à Paris, dont elle sort diplômée du département Réalisation en 1999. Elle écrit et réalise alors deux courts-métrages : Ni vue ni connue en 2002 et On est mort un million de fois en 2004. Elle collabore également avec d'autres réalisateurs : Emmanuel Mouret, Serge Bozon, Jean-Claude Brisseau, Valérie Donzelli...
Le premier long métrage de Dorothée Sebbagh, Chercher le garçon, sort en salles en 2012. Elle enchaîne deux ans plus tard avec L'Ex de ma vie.
Elle est membre du Collectif 50/50 qui a pour but de promouvoir l’égalité des femmes et des hommes et la diversité sexuelle et de genre dans le cinéma et l’audiovisuel,.

## Filmographie
- 1992 : Capricieuse, fiction, 5 min, Super 8 (auto-produit).
- 1994 : Portrait de Jean Cocteau, documentaire, 50 min, vidéo (théâtre des Célestins, Lyon).
- 1996 : La Main gauche, fiction, 13 min, 16 mm (La Femis).
- 1997 : Le Chat, son maître et sa maîtresse, fiction, 11 min, 16 mm (La Fémis).
- 1998 : La Maison des étrangers, documentaire réalisé en Israël, 10 min (Production La Fémis et Ministère des Affaires étrangères).
- 1998 : Radio Gazelles, fiction, 29 min, 16 mm (La Fémis).
- 2000 : Vite, vite, fiction, 4 min, 16 mm (Production La Sept-Arte pour la collection Flashbach). Diffusions sur Arte août-novembre 2000.
- 2002 : Ni vue ni connue, fiction, 26 min, 35 mm (Balthazar Productions). Diffusions sur France 3 en décembre et juin 2003 et sur Ciné-cinéma-auteurs en avril et juillet 2004.
- 2004 : On est mort un million de fois, fiction, 18 min, 35 mm (Balthazar Productions/France 3). Diffusions sur France 3 en janvier 2005 et février 2006.
- 2012 : Chercher le garçon, long métrage
- 2014 : L'Ex de ma vie, long métrage

## Distinctions
- Ni vue ni connue : prix du Jury Jeunes au Festival Travelling de Rennes ; prix du public au festival Un festival c'est trop court ! de Nice, prix d'interprétation féminine pour Valérie Donzelli au Festival Jean Carmet de Moulins[réf. nécessaire].